# Elizabeth Holtzman
Elizabeth Holtzman (ur. 11 sierpnia 1941 w Brooklynie) – amerykańska polityczka, członkini Partii Demokratycznej.

## Działalność polityczna
W okresie od 3 stycznia 1973 do 3 stycznia 1981 przez cztery kadencje była przedstawicielką 16. okręgu wyborczego w stanie Nowy Jork w Izbie Reprezentantów Stanów Zjednoczonych.